# Molslinjen

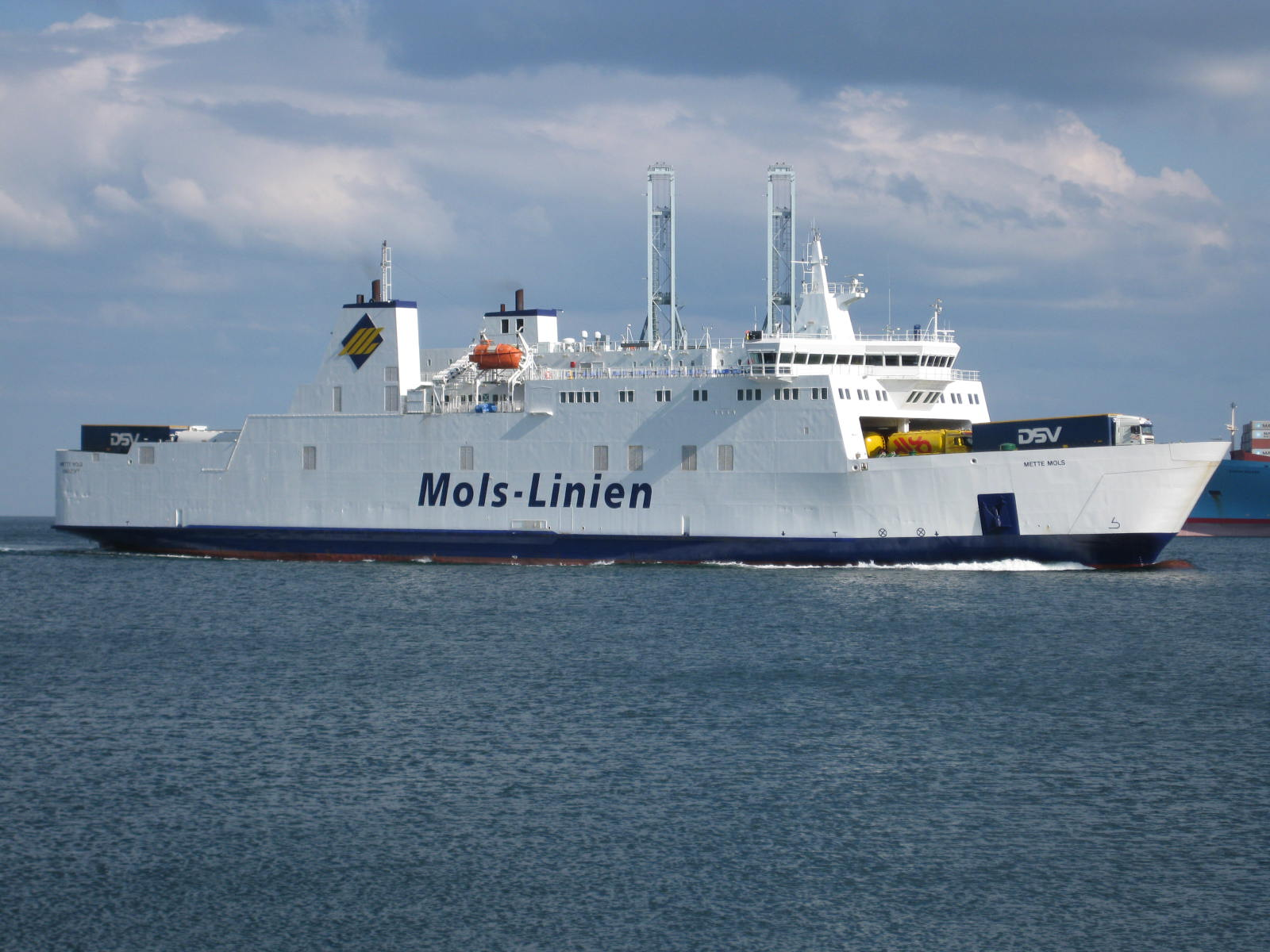
Molslinjens tidigare kombifärja "Mette Mols", i trafik för Molslinjen 1975–1996.

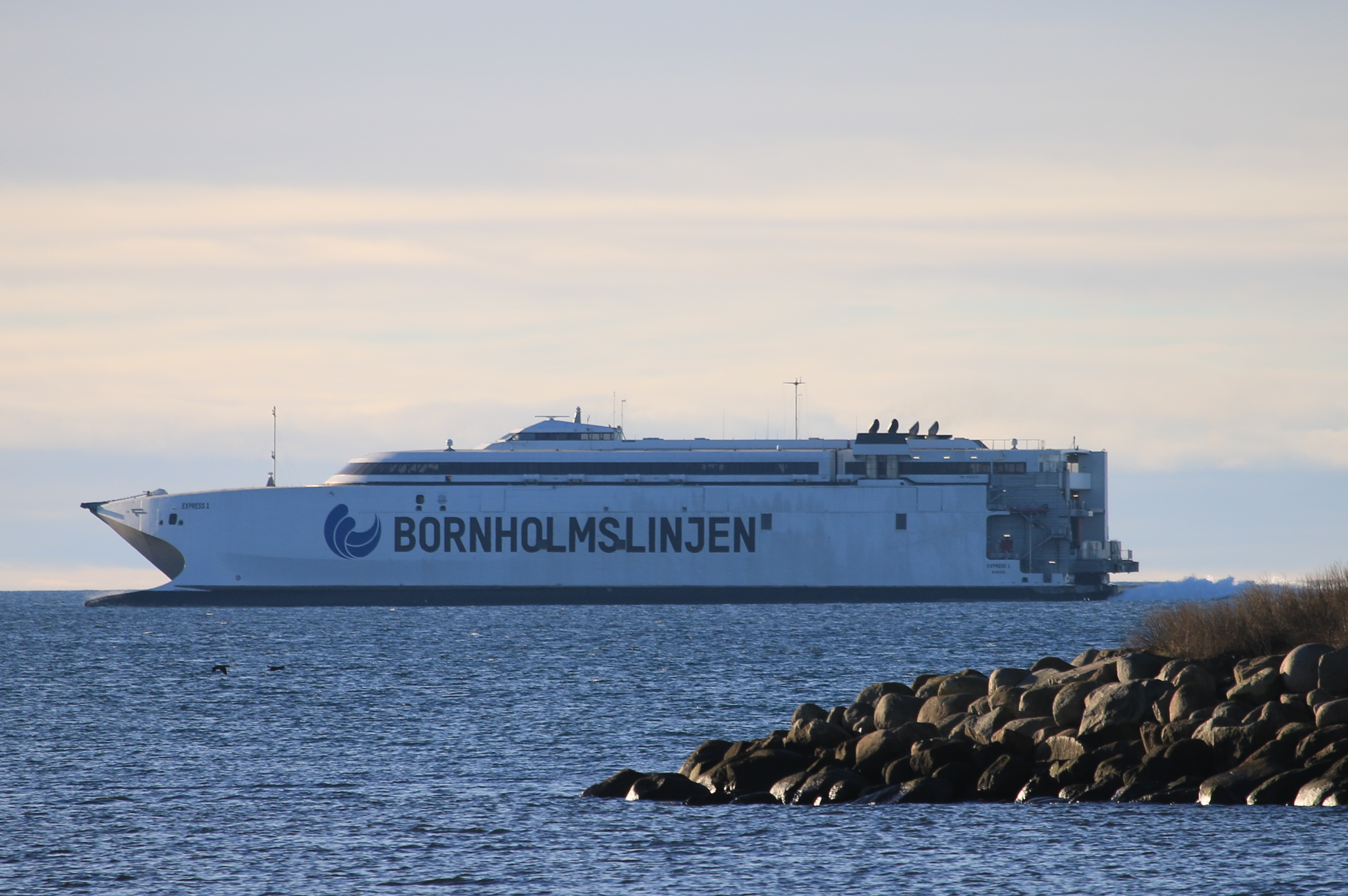
Katamaranen Express 1.

Molslinjen, tidigare Mols-Linien, är ett danskt rederi, som driver färjetrafik på Kattegatt mellan Själland och Jylland, mellan Helsingborg och Helsingör samt mellan Rønne på Bornholm och Ystad, Køge respektive Sassnitz.

## Historik
Rederiet grundades 1963 som Mols-Linien med byrådet i Ebeltoft och kommuner på Sjællands Odde som drivande intressenter. Färjetrafik påbörjades i maj 1966 mellan Ebeltoft och Sjællands Odde. På 2010-talet seglade rederiet rutterna Sjællands Odde-Aarhus och Sjællands Odde-Ebeltoft. 
År 1964 köptes Mols-Linien av DFDS, som var ägare fram till 1984, då det köptes av Rederi J. Lauritzen. År 1998 övertogs det av rederiet Difko. Efter det att Storebæltsförbindelsen etablerats, ombildades verksamheten till aktiebolag 1994 och noterades på Københavns Fondsbørs. 
År 1998 köptes färjerederiet Cat-Link A/S av Scandlines.
Kapitalfonden Polaris köpte 2015 knappt 30 % av aktierna i rederiet Clipper Group. Polaris mål var att bli ensamägare av Molslinjen. Efter ytterligare uppköp fick Polaris en ägarandel på 80 % och lät avnotera bolaget 2016. Med 90 % tillsammans med Lind Invest tvångsinlöstes resterande aktier.
I juni 2018 köpte Molslinjen A/S både Clipper Group och statens andel i rederiet Danske Færger A/S, som driver färjerutterna Fanø-Esbjerg, Ballen-Kalundborg, Spodsbjerg-Tårs, Bøjden-Fynshav samt till och med augusti 2018 Bornholmerfærgen. Köpet är betingat av godkännande av Konkurrence- og Forbrugerstyrelsen.
Molslinjen köptes 2021 av det svenska riskkapitalbolaget EQT, varefter Molslinjen köpte Forsea och inlemmade dess färjetrafik mellan Helsingborg och Helsingör i bolaget. År 2022 bildade EQT det norska holdingbolaget Nordic Ferry Infrastructure, med rederierna Molslinjen och Torghatten som dotterbolag.

## Bornholmslinjen
Molslinjen vann 2016 en statlig upphandling av färjetrafik till och från Bornholm för en tioårsperiod från 1 september 2018. Molslinjen trafikerar Ystad-Rönne med i första hand katamaranen Express I, Rønne–Køge med nybyggda enskrovsfärjan M/S Hammershus och Rønne-Sassnitz med den av den tidigare koncessionsinnehavaren Bornholmerfærgen övertagna M/S Povl Anker. Den används även som reservfartyg för höga våghöjder på rutten Ystad-Rönne. 
Verksamheten drivs under namnet Bornholmslinjen.